# タルモ・ペルトコスキ
タルモ・ペルトコスキ（フィンランド語: Tarmo Peltokoski、2000年4月21日 - ）は、フィンランドの指揮者、ピアニスト。

## 人物・来歴
2000年、フィンランド西部のヴァーサ生まれ。8歳からピアノを習い始め、11歳の時にバレンボイムのワーグナー「ニーベルングの指環」の録音を聴いて指揮に関心を持ち、14歳からヨルマ・パヌラに指揮の指導を受けた。
その後、シベリウス音楽院に入学し、指揮とピアノの勉強を続けた。その中で、サカリ・オラモに師事、ハンヌ・リントゥ、ユッカ＝ペッカ・サラステ、エサ＝ペッカ・サロネンらに指揮の指導を受け、ピアノをアンティ・ホッティに師事するとともに、作曲も学んでいる。音楽院在学時に受けた専門教育によって、交響曲やオペラ等のレパートリーへの探求がより深まり、その後の演奏会や録音における指揮活動にもそれらの影響の一端が見られる（後述）。

## 経歴
2021年にドイツ・カンマーフィルハーモニー管弦楽団に客演指揮者として招かれ、2022年に首席客演指揮者に任命された。
2022年からラトビア国立交響楽団の音楽監督、2023年からロッテルダム・フィルハーモニー管弦楽団の首席客演指揮者、2024年からトゥールーズ・キャピトル国立管弦楽団の音楽監督を務める。
2026年からは香港フィルハーモニー管弦楽団の音楽監督に就任することが発表された。

## 日本との関係
日本における活動としては、2025年6月20日（金）と同6月21日（土）の両日、東京・渋谷のNHKホールで行われたNHK交響楽団 第2041回定期公演Cプログラムにおいて、コルンゴルト作曲／ヴァイオリン協奏曲 ニ長調 作品35（ヴァイオリン：ダニエル・ロザコヴィッチ） 及び マーラー作曲／交響曲 第1番 ニ長調「巨人」を指揮したコンサートが、日本のオーケストラとの初共演となった。同公演の模様は、2025年6月28日の「N響演奏会」（NHK-FM）や、同8月10日の「クラシック音楽館」（NHK教育テレビ）にて放送された。

## オペラ指揮とワーグナー作品への取り組み
2022年、フィンランドのエウラヨキ・ベルカント音楽祭で、ワーグナーのニーベルングの指環全曲を指揮した。2023年には、同音楽祭でトリスタンとイゾルデ、ラトビア国立交響楽団ではジークフリートを指揮した。

## 録音
2023年ドイツ・グラモフォンと専属録音契約を締結し、翌年ドイツ・カンマーフィルハーモニー管弦楽団を指揮したモーツァルトの交響曲集をリリースした。アルバムにはペルトコスキ自身によるピアノソロ即興曲3曲も収録されている。